# Haiti. Uden titel
Haiti. Uden titel er en dansk dokumentarfilm fra 1996 med instruktion og manuskript af Jørgen Leth.

## Handling
Jørgen Leth har haft Haïti som sit andet hjem i årevis. Nu har han i cinema verité-form fastholdt sine indtryk af ø-republikkens usædvanlige historie og dens verden af virkelig uvirkelighed, fantastisk realisme, voodoo og politisk terror. Mens Leth har kigget og lyttet og fastholdt, har han bevaret sin åbenhed og uskyld som gæsten, der klogt nok afholder sig fra bedrevidende kommentarer.